# Aiptasia inula
Aiptasia inula is een zeeanemonensoort uit de familie Aiptasiidae. De anemoon komt uit het geslacht Aiptasia. Aiptasia inula werd in 1864 voor het eerst wetenschappelijk beschreven door Duchassaing & Michelotti. 